# Ilham Kadri
Ilham Kadri, née le 14 février 1969 à Casablanca au Maroc, est une dirigeante d'entreprise marocaine, directrice générale de Syensqo (en).
Chimiste de formation, elle est présidente et directrice générale du groupe de chimie belge Solvay de mars 2019 à novembre 2023. En décembre 2023, à la suite de la scission de Solvay, elle est nommée directrice générale d'une deux entités, Syensqo, quand Philippe Kehren prend la tête de Solvay.

## Jeunesse et formation
Ilham Kadri est née en 1969 dans une famille marocaine et a grandi à Casablanca, au Maroc.
Après son baccalauréat, elle entre en classe préparatoire scientifique à Besançon.
Elle poursuit son parcours à l'université Claude Bernard Lyon 1 puis se rend au Canada où elle étudie à l'université Laval, au Québec.
Elle rejoint ensuite l'école européenne de chimie, polymères et matériaux de Strasbourg pour y entreprendre des études dans les domaines de la physique des polymères et de la chimie. Deux ans plus tard, en 1993, elle entame un doctorat pour devenir docteur en physico-chimie macromoléculaire, doctorat qu'elle obtient en 1997,.

## Carrière

### 1997-2009: de Royal Dutch Shell à Rohm and Hass
En 1997, Ilham Kadri rejoint Royal Dutch Shell en Belgique, où elle fait notamment partie d'une équipe qui met au point un  bouchon de flacon fabriqué à partir d'une mousse thermoplastique élastomère pour éviter la propagation de champignons et de bactéries constatée avec les bouchons traditionnels en liège.
Après un bref passage dans le domaine des ventes et de la gestion des grands comptes mondiaux chez LyondellBasell en France, elle prend la direction du département gestion de produits et marketing chez UCB en Belgique. De 2005 à 2012, elle passe par différentes entreprises américaines : Huntsman Corporation, Rohm and Haas, puis Dow Chemical Company en 2009.

### 2009-2019: Dow Chemical et Sealed Air
Chez Dow Chemical, elle est nommée en 2010 directrice pour le Moyen-Orient et l’Afrique de la division matériaux avancés et directrice commerciale Europe-Moyen-Orient-Afrique de la division eau.
Elle y travaille sur un projet de construction de la première usine de dessalement d'eau de mer par osmose inverse, en Arabie saoudite.
En 2013, alors basée aux Pays-Bas, elle devient vice-présidente de Sealed Air Corporation et présidente de sa division d'hygiène et de nettoyage industriel, Diversey Care. Elle participe au lancement de la première gamme de robots de nettoyage commercial à travers les États-Unis et l'Europe.

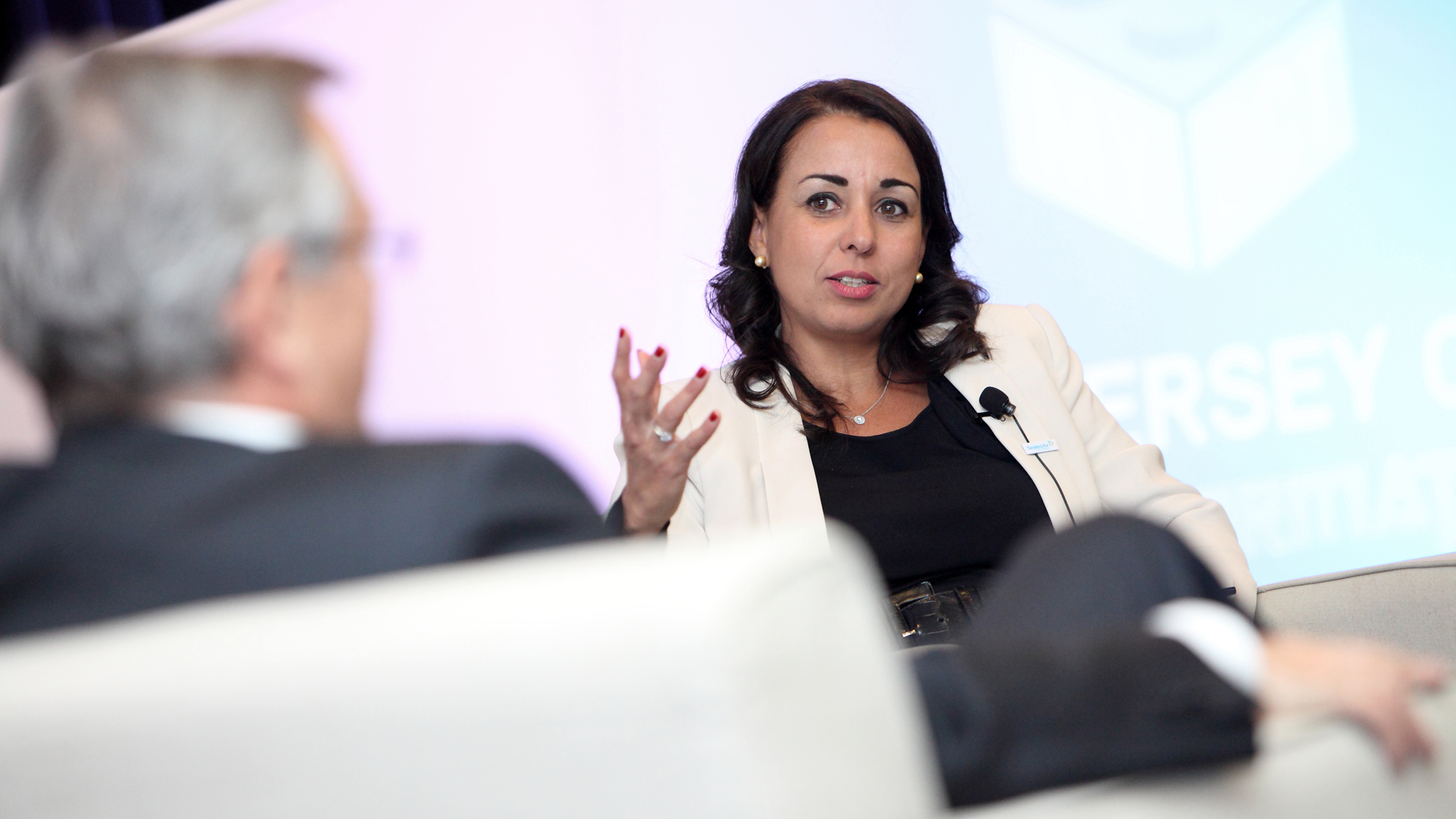
Ilham Kadri au cours d'un événement organisé par Diversey.

En 2016, elle devient responsable de la transformation numérique chez Sealed Air, ainsi que responsable de l'intégration de l'Internet des objets (IdO). [réf. nécessaire]
En mars 2017, le fonds Bain Capital annonce l’acquisition de Diversey pour 3,2 milliards de dollars après son redressement, et nomme Ilham Kadri présidente et CEO de Diversey,,. La cession est finalisée en septembre 2017.
En octobre 2018, elle est présente au Women's Forum for the Economy and Society, à Paris.

### Mars 2019-2023: Solvay
En mars 2019, elle est nommée présidente et directrice générale du groupe belge de chimie Solvay. Sa nomination est annoncée en octobre 2018. Durant ses neuf premiers mois, elle lance une nouvelle stratégie, une nouvelle approche de développement durable et la raison d'être du groupe,,,,,.
En 2020, sous sa direction, le Solvay Solidarity Fund est lancé en partenariat avec la Fondation Roi Baudouin pour aider les employés du groupe touchés par la crise du Covid-19,.
Pour la future scission du groupe Solvay,, elle perçoit une prime de 12 millions d'euros en 2023 approuvée par les actionnaires (qui vient s’ajouter à sa rémunération annuelle de 4,8 millions), ce qui constitue un record pour une dirigeante d'entreprise en Belgique.
En complément de ses activités opérationnelles en entreprise, elle est également administratrice indépendante chez A.O. Smith aux États-Unis et L'Oréal en France.

### Décembre 2023-présent: Syensqo
Le 8 décembre 2023, à la suite du vote de l'assemblée extraordinaire des actionnaires, Solvay est scindée en deux sociétés indépendantes cotées : Solvay et Syensqo,.
Ilham Kadri, en tant que directrice générale, dirige la nouvelle société, Syensqo, qui s’occupe des matériaux et de la chimie de spécialité,,.

### Autres mandats
- Conseil d’administration de L'Oréal (France)[37].
- Conseil d’administration de A.O. Smith (États-Unis)[31].
- Membre de la Table ronde des industriels européens (ERT)[38].
- Présidente du Conseil mondial des affaires pour le développement durable (WBCSD)[39].
- Membre permanent du Conseil international des affaires du Forum économique mondial (WEF)[40].

### Mécénat
En novembre 2014, elle crée la fondation « The ISSA Hygieia Network » aux côtés d'autres femmes cadres de l'industrie du nettoyage : une association à but non lucratif qui aide à favoriser la formation professionnelle des femmes, à tous les niveaux.
Elle participe à la création du « Women innovation network ».

### Distinctions
En 2016, elle est récompensée de quatre prix de la part des Stevie Awards pour l'ensemble de son œuvre, Elle a notamment remporté le Golden Award de la femme de l'année (dans la catégorie Industrie) et le Golden Award de l'entraide entre femmes.
En 2019, elle est classée au 21e rang du classement des femmes les plus puissantes du monde selon Fortune Magazine et en 2020, elle est sélectionnée comme une des Inspiring Fifty de Belgique.
Le 14 juillet 2021, Ilham Kadri a été décorée de la Légion d'honneur. Elle a aussi reçu deux doctorats honoris causa de l'université EWHA en Corée du Sud et de l'université de Namur en Belgique,.

## Brevets
- Brevet EP 1192090B1  "Bouchon de bouteille synthetique", déposé le 4 juillet 2000, publié le 3 avril 2002.
- Brevet EP 0903361A1  "Mélange de compositions de caoutchouc", déposé le 22 septembre 1998, publié le 24 mars 1999.
- (en) Brevet U.S. 6127444A "Compose polymere", déposé le 1 septembre 1999, publié le 3 octobre 2000.